# Coupe du Portugal de football 2000-2001
Navigation
1999-2000 2001-2002
La Coupe du Portugal de football 2000-2001 est la 61e édition de la Coupe du Portugal de football, considéré comme le deuxième trophée national le plus important derrière le championnat. 
La finale est jouée le 10 juin 2001, à l'Estádio Nacional do Jamor, entre le FC Porto et le Club Sport Marítimo. Le FC Porto remporte son onzième titre en battant Marítimo 2 à 0.

## Finale
| 10 juin 2001 | FC Porto         | 2 - 0   | CS Marítimo | Estádio Nacional do Jamor |                           |
|              |                  | (1 - 0) |             | Arbitrage : Jorge Coroado | Arbitrage : Jorge Coroado |
|              | Feuille de match |         |             | Arbitrage : Jorge Coroado | Arbitrage : Jorge Coroado |